# Sankuyo
Sankuyo – wieś w Botswanie w dystrykcie North West. Według spisu ludności z 2011 roku wieś liczyła 410 mieszkańców.